# 維羅納 (密蘇里州)
維羅納（英語：Verona）是位於美國密蘇里州勞倫斯縣的城市。

## 人口
根據2020年美國人口普查的數據，維羅納的面積為2.25平方千米，皆為陸地。當地共有人口507人，而人口密度為每平方千米225人。